# António de Saldanha
António de Saldanha (* vor 1490 in Kastilien, † um 1542) war ein portugiesischer Seefahrer und Entdecker. Nach ihm ist die von ihm 1503 entdeckte Saldanha Bay in Südafrika benannt.

## Person
Genaue Geburts- und Sterbedaten sind ebenso unbekannt wie seine Herkunft. Seine Gattin war Joana de Mendonça, mit der er die Kinder Aires de Saldanha (* 10. Mai 1542, † 19. August 1605) und João de Saldanha hatte. João de Saldanha startete am 4. April 1579 als „Generalkapitän der See“ Richtung Indien – wie sein Vater Jahre zuvor.

## Seereisen
Erste Reise (mit Charakter einer Entdeckungsreise)
14. März 1503 (Lissabon) – August 1507 (Lissabon): Drei Naos in der Flotte des Afonso de Albuquerque mit Saldanha als Befehlshaber starteten am 14. März 1503 in Lissabon unter Führung der Santa Maria, segelten Richtung Süden, zwei kamen im Sturm im Golf von Guinea von der Route ab (unter Diogo Fernandez Pereira und Ruy Lourenço Ravasco) und wurden von Saldanha getrennt. Für ihn folgte die Insel São Tomé als Zwischenstation. Saldanhas Lotse unterlief im Mai 1503 ein Navigationsfehler, als er glaubte, das unter Seefahrern ungeliebte Kap der Guten Hoffnung bereits umsegelt zu haben. Sie landeten in der von ihnen benannten Aguada de Saldanha („Wasserstelle von Saldanha“). Er bestieg einen Berg, den er Tafelberg (portugiesisch taboa do cabo) taufte. Auf der Rückkehr zum Schiff gerieten er und seine Mannschaft in einen Hinterhalt der Khoi Khoi, die seinen Arm verwundeten. Nach einem Kampf gelang es allen, das Schiff zu erreichen.
Auf seinem weiteren Weg um Afrika landete er in Quiloa; in Melinde traf er die von der Flotte getrennten Schiffsführer Ravasco und Pereira wieder. Die nunmehr vereinigte Flotte erreichte noch 1503 das Kap Guardafui und entdeckte Sokotra (durch Pereira). Seine Mannschaft kam am 24. August 1504 in Indien an.
Die Rückkehr erfolgte im August 1507 nach Lissabon, wo die Mannschaft von König Manuel I. empfangen wurde. Inzwischen hatte ab 1505 Portugal Portugiesisch-Indien (portugiesisch Estado da Índia) aufgebaut und 1506 die Ilha de Moçambique erobert, von wo aus die Kolonisierung des späteren Mosambik begann. Etwa zwei Jahre hielt sich danach Saldanha in der Heimat auf.

## Weitere Aktivitäten
Ein Historiker resümierte: „Saldanha, ein fähiger Diener der Krone, befehligte auf zehn Reisen zwischen 1503 und 1534“. Hiervon werden lediglich die historisch relevanten Reisen dargestellt.
Zweite Reise
Saldanha befand sich zwischen dem 26. August 1509 und 1514 in Sofala in seiner Funktion als „Generalkapitän der See“ (portugiesisch capitão-mor), die er bis zum 24. Juni 1512 innehatte.
Dritte Reise
Im April 1517 brach Saldanha wieder mit einer Flotte von Lissabon nach Ostindien auf. Nuno da Cunha ließ ihn im westindischen Diu mit einer starken Flotte zurück, wo er viele Städte der Umgebung zerstörte. Am 17. September 1517 erreichte Saldanha das indische Goa mit einer schwer beschädigten Flotte. 1518 zerstörte er mit sechs Schiffen Berbera im Golf von Aden. Über die im Jahre 1519 unternommene Reise Saldanhas nach Basra ist nichts bekannt; es wird angenommen, dass er dort Pfeffer verkauft hat. Während der Reise erhielt Saldanha, der sich in der Straße von Hormus aufhielt, königliche Weisungen, dass der König von Hormus 10.000 Ashrafi (Scharafinen) mehr Tribut zahlen müsse.
Vom 10. Januar 1530 ist eine Kopie von Saldanhas Anfrage an den Capitão Védor da Fazenda überliefert.
Viete Reise
Im selben Jahr 1530 wird berichtet, dass er neun neue Karavellen und 26 Langboote mit Artillerie in Lissabon in Vorbereitung einer Expedition nach Diu im Jahre 1531 bauen ließ. Mit einem Teil der aus 60 Schiffen bestehenden Armada unter Führung von Nuno da Cunha verließ Saldanha am 1. Januar 1531 Lissabon. In Bombay versammelte er die gesamte Flotte und segelte Richtung Damanganga. Am 7. Februar 1531 erreichte er den Golf von Khambhat, in Surat zerstörte er sieben feindliche Schiffe, danach überwinterte er in Goa; ein Angriff auf Diu scheiterte. Am 10. März 1532 starteten von Goa zehn Schiffe Richtung Sokotra, um am 26. April 1532 am Kap Fartach anzukommen; Maskat wurde am 6. Mai 1532 erreicht.
Fünfte Reise
Am 15. Mai 1535 erreichte Saldanha mit einer Flotte von 29 Schiffen unter dem Führungsschiff São João Baptista Barcelona, wo sich auch andere Streitkräfte versammelten. Am 30. Mai 1535 bestieg der spanische König Karl V. eines der Schiffe, um eine Ansprache zu halten. Die Fahrt ging Richtung Tunis, die als Tunisfeldzug in die Geschichte einging und auch Portugal als Kriegspartei gegen das Osmanische Reich einschloss. Der Feldzug begann am 15. Juli 1535 mit der Belagerung der Festung von La Goulette. Das nahe Tunis konnte jedoch nicht erobert werden, so dass am 4. September 1535 ein  großer Teil der Flotte über Maó auf den Balearen nach Portugal zurückkehrte.

## Tod
Nach dem Tunisfeldzug verstummten die Quellen. Ob Saldanha die Geburt seines Sohnes Aires de Saldanha am 10. Mai 1542 noch erlebte, ist nicht überliefert, so dass anzunehmen ist, dass er um 1542 oder danach verstarb.